# Chu Chu and the Philly Flash
Pour plus de détails, voir Fiche technique et Distribution.
Chu Chu and the Philly Flash est une comédie américaine réalisée en 1980 par David Lowell Rich, sortie le 28 août 1981.

## Fiche technique
- Titre : Chu Chu and the Philly Flash
- Réalisateur : David Lowell Rich
- Musique : Pete Rugolo
- Société de production : 20th Century Fox
- Pays de production :   États-Unis
- Durée : 92 minutes
- Date de sortie : 28 août 1981

## Distribution
- Alan Arkin : Flash, un ancien joueur de baseball qui a sombré dans l'alcool, et vend à présent des montres volées
- Carol Burnett : Emily dite « Chu Chu », sa compagne, une ancienne danseuse de haut niveau devenue danseuse de rue
- Jack Warden : le Commandant
- Danny Aiello : Johnson
- Adam Arkin : Charlie
- Danny Glover : Morgan
- Neile Adams : Car Woman